# Agni Parthene

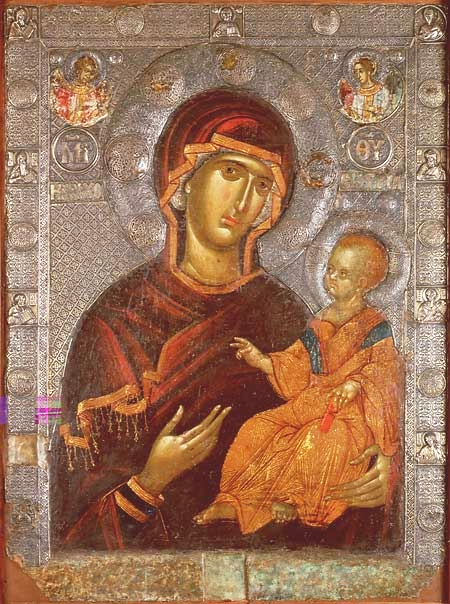
Byzantinische Doppelikone (Konstantinopel, Anfang 14. Jahrhundert) mit der Hl. Jungfrau Psychosostria (Seelenretterin). Ohrid, Ikonenmuseum

Agni Parthene (griechisch: Ἁγνὴ Παρθένε, heute Αγνή Παρθένε geschrieben, deutsch: Reine Jungfrau) ist ein in nahezu allen orthodoxen Kirchen verbreiteter Marien-Hymnus, der von Nektarios von der Pentapolis, einem orthodoxen Heiligen des 19. Jahrhunderts, verfasst wurde.
Der griechische Originaltext wurde im Büchlein Theotokarion mikron, einer Sammlung von Marienhymnen aus der Feder des heiligen Nektarios, abgedruckt. Der Hymnus wurde später in zahlreiche weitere Sprachen übertragen.

## Entstehung und Verbreitung
Eines Nachts soll dem heiligen Nektarios die Gottesmutter erschienen sein und ihn gebeten haben, einen besonderen Hymnus zu ihrer Ehre zu dichten. Auch der Hymnograph, der später die Melodie zum Text des heiligen Nektarios komponiert hat, soll vor dem Abfassen der Melodie einer Erscheinung der Gottesmutter gewürdigt worden sein. Der Liedtext wurde im Büchlein Theotokarion mikron abgedruckt. Hinsichtlich der Melodie ist bekannt, dass sie von Mönchen des Klosters Simonos Petras stammt.
„Der Hymnus wird gern von den Mönchen des Klosters Simonos Petras gesungen und verbreitete sich so unter den orthodoxen Gläubigen in Griechenland und auf der ganzen Welt. Auch wurde Agni Parthene später in viele Sprachen übersetzt und die ursprünglich byzantinische Originalmelodie wurde an die jeweils übliche Tradition des Kirchengesangs angepaßt. Eine solche Gesangsvariante ist auch die Melodie für die russische Übersetzung aus dem Walaam-Kloster.“ Unter "russischer Übersetzung" ist hier eine Übertragung ins Neukirchenslawische zu verstehen, die heutige Sprachstufe des Russisch-Kirchenslawisch.

## Die Struktur des Hymnus
Der Hymnus (Lobgesang) Agni Parthene ist wie der als älteste Mariendichtung geltende Hymnos Akathistos eine Antiphon (Wechselgesang). Den 24 Marienanrufungen folgt jeweils derselbe Refrain: Χαίρε Νύμφη Ανύμφευτε (Sei gegrüßt ("Freue dich"), unvermählte Braut!), was an die Lauretanische Litanei mit ihrem Refrain ora pro nobis! (bitte für uns!) erinnert.
Unterteilt sind die 24 Anrufungen in vier Strophen zu jeweils drei Melodieteilen, von denen jeder zweimal gesungen wird. Nur der letzte Melodieteil ändert sich bei der Wiederholung am Ende. Die Melodie folgt dem äolischen Modus (Tongeschlecht Moll), der mittlere Melodieteil jeder Strophe leitet jedoch auf den dorischen Modus über.
Die vierte und letzte Strophe unterscheidet sich deutlich von den ersten drei Strophen. Diese heben die erhabenen Eigenschaften der Gottesmutter so stark hervor, dass die erst in der letzten Strophe enthaltenen Bitten an sie wie ein dem Erdenbürger gewährtes Privileg erscheinen, dessen man sich kaum zu bedienen wagt. So verdeutlicht etwa der griechische Sänger Kabarnos Panagiotis den Übergang zur vierten Strophe durch eine kurzzeitige Zurücknahme des Tempos (Ritenuto) und einen Akkordwechsel bereits beim zweiten vollen Takt dieser Strophe.

## Originaltext, Transkription, Übersetzung und Übertragung

### Der weitverbreitete gesungene Text
Griechischer Text
Hl. Nektarios 1905
1.

Αγνή Παρθένε Δέσποινα,

Άχραντε Θεοτόκε, R

Παρθένε Μήτηρ Άνασσα,

Πανένδροσέ τε πόκε. R

Υψηλοτέρα Ουρανών,

ακτίνων λαμπροτέρα, R

Χαρά παρθενικών χορών,

αγγέλων υπερτέρα, R

Εκλαμπροτέρα ουρανών,

φωτός καθαροτέρα, R

Των Ουρανίων στρατιών

πασών αγιωτέρα, R

2.

Μαρία Αειπάρθενε

κόσμου παντός Κυρία, R

Άχραντε Νύμφη Πάναγνε,

Δέσποινα Παναγία, R

Μαρία Νύμφη Άνασσα,

χαράς ημών αιτία, R

Κορή σεμνή Βασίλισσα,

Μήτηρ υπεραγία, R

Τιμιωτέρα Χερουβείμ,

υπερενδοξοτέρα R

Των ασωμάτων Σεραφείμ,

των Θρόνων υπερτέρα, R

3.

Χαίρε το άσμα Χερουβείμ,

χαίρε ύμνος Αγγέλων, R

Χαίρε ωδή των Σεραφείμ,

Χαρά των Αρχαγγέλων, R

Χαίρε ειρήνη και χαρά,

λιμήν της σωτηρίας, R

Παστάς του Λόγου ιερά,

άνθος της αφθαρσίας, R

Χαίρε Παράδεισε τρυφής

ζωής τε αιωνίας, R

Χαίρε το ξύλον της ζωής,

πηγή αθανασίας, R

4.

Σε ικετεύω Δέσποινα,

Σε, νυν, επικαλούμαι, R

Σε δυσωπώ Παντάνασσα,

Σην χάριν εξαιτούμαι, R

Κορή σεμνή και άσπιλε,

Δέσποινα Παναγία, R

Θερμώς επικαλούμαι Σε,

Ναέ ηγιασμένε, R

Αντιλαβού μου, ρύσαι με,

από του πολεμίου, R

Και κληρονόμον δείξον με

ζωής της αιωνίου. R

R (Refrain):

Χαίρε Νύμφη Ανύμφευτε.
Phonetische Umschrift

1.

Agní parθéne ðéßpina,

áchrante θeotóke, R

parθéne mítir ánaßßa,

panénðroßé te póke, R

ipßilotéra uranón,

aktínon lamprotéra, R

chará parθenikón chorón,

angélon ipertéra, R

eklamprotéra uranón,

fotóß kaθarotéra, R

ton uraníon ßtratión

paßón agiotéra, R

2.

María a-i-párθene

kóßmu pantóß kiría, R

áchrante nímfi pánagne,

ðéßpina panagía, R

María nímfi ánaßßa,

charáß imón etía, R

korí ßemní waßílißßa,

mítir iperagía, R

timiotéra cheruwím,

iperenðoxotéra R

ton aßomáton ßerafím,

ton θrónon ipertéra, R

3.

chére to áßma cheruwím,

chére ímnoß angélon, R

chére oðí ton ßerafím,

chará ton archangélon, R

chére iríni ke chará,

limín tiß ßotiríaß, R

paßtáß tu lógu ierá,

ánθoß tiß afθarßíaß, R

chére parádiße trifíß

soíß te eoníaß, R

chére to xílon tiß soíß,

pigí aθanaßíaß, R

4.

ße iketéwo ðéßpina,

ße, nin, epikalúme, R

ße ðißopó pantánaßßa,

ßin chárin exetúme R

korí ßemní ke áßpile,

ðéßpina panagía, R

θermós epikalúme ße,

na-é igiasméne, R

antilawú mu, ríße me

apó tu polemíu, R

ke klironómon ðíxon me

soíß tiß eoníu. R

R (Refrain):

chére nímfi anímfefte.
Wörtliche Übersetzung

1.

Reine Jungfrau, Herrin,

unbefleckte Gottesgebärerin,

Jungfrau, Mutter, Herrscherin

und alltauiges Vlies:

Höher als Himmel,

heller als (Sonnen-)Strahlen,

Freude jungfräulicher Chöre,

über den Engeln stehend,

Erlauchter als Himmel,

reiner als Licht,

heiliger als die gesamten

himmlischen Heerscharen.

2.

Maria, ewig jungfräuliche

Herrin der ganzen Welt,

unbefleckte, allreine Braut,

allheilige Herrin,

Maria, Braut, Herrscherin,

unserer Freude Ursache,

werte Tochter, Königin,

hochheilige Mutter,

Geehrter als Cherubim,

unvergleichlich ruhmreicher

als die körperlosen Seraphim,

größer als die Throne.

3.

Freue dich, Lied der Cherubim!

Freue dich, Hymne der Engel!

Freue dich, Ode der Seraphim,

Freude der Erzengel!

Freue dich, Friede und Freude,

Hafen der Rettung!

Gemach, dem Wort geweiht,

Blüte der Unvergänglichkeit,

Freue dich, Paradies der Wonne

und ewigen Lebens!

Freue dich, Baum des Lebens,

Quelle der Unsterblichkeit!

4.

Dich flehe ich an, Herrin,

zu dir rufe ich jetzt.

Dich erweiche bittend, Allheilige,

deine Gnade erbitte ich mir.

Werte und makellose Tochter,

allheilige Herrin,

Innig („warm“) rufe ich dich an,

geheiligter Tempel:

Hilf mir, zieh mich an dich

(schützend) vor dem Feind!

Und zeige mich als Erben

des ewigen Lebens!

R (Refrain):

Freue dich, unvermählte Braut!
Metrische Reim-Übertragung
Martin Bachmaier 2015
1.

O reinste Jungfrau, Herrscherin,

Gebärerin Gott Sohnes! R

O Jungfrau, Mutter, Königin

und Zierde seines Thrones! R

Schwebst über Himmel hoch empor,

strahlst heller als die Sonne. R

Erfreust der heil’gen Jungfraun Chor,

erhöhst der Engel Wonne. R

Sich deinem Glanz der Himmel neigt;

Licht bleicht vor deiner Reinheit. R

Du übertriffst an Heiligkeit

all’ Himmelsheereseinheit. R

2.

Maria, Jungfrau allzeit rein

und Herrin aller Welt da! R

Ohn’ Makel, ohne Sündenkeim,

des Gnadenstromes Delta. R

Maria, Braut und Herrscherin

und unsrer Freude Quelle! R

Hochheil’ge Mutter, Königin

und Frau an Evas Stelle! R

Bist mehr geehrt als Cherubim,

bist größer als die Throne. R

Gar weicht der Ruhm der Seraphim

der Würde deiner Krone. R

3.

O freu dich, Lied der Cherubim!

Ein Engelsklängepflücken! R

O freu dich, Sang der Seraphim,

der Erzengel Entzücken! R

O Friede, Freude, freu dich heut’,

o freu dich, Heilands Pforte! R

Gewand der Unvergänglichkeit,

Gemach, geweiht dem Worte! R

Bist Paradies, so schön allzeit,

bist Lebensbaum in Eden. R

Und dir entsprießt Unsterblichkeit,

entduftet ew’ges Leben. R

4.

Dich anzufleh’n, o hehre Braut,

ich jetzt in Demut wage! R

Die Augenlider senke traut!

Ich will nur deine Gnade! R

Woll’st, Herrscherin so huldreich stets,

woll’st, Jungfrau, auf mich schauen! R

Du Tempel edlen Hochgebets,

mein' Mutter, mein Vertrauen! R

So hilf mir, nimm mich, schütze mich

vor Feindes Wut und Werben! R

Und mach – ich bitt’ dich inniglich! –

mich ew’ges Leben erben! R

R (Refrain):

Freue dich, unvermählte Braut! (*)
Anmerkungen:
- (*) Dieser deutsche Refrain, der den griechischen wörtlich übersetzt, verlangt eine leicht veränderte Rhythmik, und zwar Freu(1)-e(1) dich(1), un(2)-ver(1)-mähl(2)-te(1) Braut(3)! Dabei geben die Zahlen in Klammern nach den jeweiligen Silben deren Länge in Viertelnoten an.[6]
- Zum Verständnis der Transkription sei auf die Aussprache des Neugriechischen verwiesen.
- Martin Bachmaier kommentiert Originaltext, obige Umschrift, Übersetzung und Übertragung und vermutet, dass der einzige sich wiederholende Vers im mittleren Melodieteil der letzten Strophe, Δέσποινα Παναγία, durch versehentliches Abdrucken eines vorausgehenden Verses entstanden sein könnte;[6] er bildet nämlich zusammen mit dem Vers Ναέ ηγιασμένε das einzige Paar, das sich nicht reimt.

### Die Reim erhaltende Änderung einer zu einer ursprünglichen Melodie gesungenen Version
Der vorige, weit verbreitete gesungene Text ermangelt im Mittelteil der vierten Strophe eines Reimes. Dieser ist aber in einem zu einer ursprünglichen Melodie gesungenen Text vorhanden, einem Text, der bis auf besagten Mittelteil der obigen Version gleicht. Der Mittelteil lautet wie folgt:
Griechischer Text
Hl. Nektarios 1905
4. Strophe,

mittlerer Melodieteil:

Κορή σεμνή και άσπιλε,

Δέσποινα Παναγία, R

Επάκουσόν μου, άχραντε,

κόσμου παντός Κυρία, R
Phonetische Umschrift

4. Strophe,

mittlerer Melodieteil:

korí ßemní ke áßpile,

ðéßpina panagía, R

Epákusón mu, áchrante,

kósmu pantós kiría, R
Wörtliche Übersetzung

4. Strophe,

mittlerer Melodieteil:

Werte und makellose Tochter,

allheilige Herrin/Herrscherin,

Erhöre mich, Unbefleckte,

der ganzen Welt Herrin,
Diese Verse sind auch Bestandteil der Ωδή Δευτέρα (zweite Ode), einer Sammlung von Nektarios-Oden an die hochheilige Gottesgebärerin. Diese Ωδή Δευτέρα beginnt mit der ersten Strophe des Αγνή Παρθένε, weicht aber danach davon ab.

## Noten und Akkorde
Eine Original-Notation des Hymnus findet man bei New Byzantium Publications. Die nebenstehende Notation der drei Melodieteile A, B und C mit dazugehörigem Refrain und inklusive passender Akkorde hat Martin Bachmaier nach Anhören verschiedener Versionen des Hymnus erstellt.

## Verlinkung zu Liedtexten und Gesängen in verschiedenen Sprachen

### Tabellarische Verlinkung zu den Texten und Gesängen in den einzelnen Sprachen
| Sprache                                                                          | Liedanfang mit Verlinkung zum Liedtext     | Sänger mit Verlinkung zum Gesang                              | Anmerkungen |
| -------------------------------------------------------------------------------- | ------------------------------------------ | ------------------------------------------------------------- | --- |
| Balkanindogermanische Sprachen                                                   |                                            |                                                               | |
| Original-Sprache: Griechisch, Sprachstufe Koiné (eine Amtssprache auf dem Athos) | Αγνή Παρθένε (Agní Parthéne)               | Mönche des griechischen Klosters Simonos Petras               | Von hier aus verbreitete sich das Agni Parthene.                                                                                |
| Original-Sprache: Griechisch, Sprachstufe Koiné (eine Amtssprache auf dem Athos) | Αγνή Παρθένε (Agní Parthéne)               | Griechischer Sänger Kabarnos Panagiotis                       | beginnt die 4. Strophe mit einem Ritenuto und baldigem Akkordwechsel                                                            |
| Original-Sprache: Griechisch, Sprachstufe Koiné (eine Amtssprache auf dem Athos) | Αγνή Παρθένε (Agní Parthéne)               | Griechischer Sänger Petros Gaitanos                           | beginnt die 4. Strophe mit einem besonders starken Ritenuto                                                                     |
| Original-Sprache: Griechisch, Sprachstufe Koiné (eine Amtssprache auf dem Athos) | Αγνή Παρθένε (Agní Parthéne)               | Serbische Sängerin Divna Ljubojević                           | singt die Strophen 1, 2 und 4; hat die meisten YouTube-Aufrufe                                                                  |
| Original-Sprache: Griechisch, Sprachstufe Koiné (eine Amtssprache auf dem Athos) | Αγνή Παρθένε (Agní Parthéne)               | Ein Sänger                                                    | singt die ursprüngliche byzantinische Melodie in der durchgehend gereimten Textversion                                          |
| Albanisch                                                                        |                                            | Ein Chor                                                      | |
| Slawische Sprachen                                                               |                                            |                                                               | |
| Altkirchenslawisch                                                               | Владычице Пречистая                        | Ein Chor                                                      | 3-strophig |
| Russisch Neukirchenslawisch                                                      | Марие, Дево Чистая                         | Walaam-Brethren-Chor vom Kloster Walaam (Russland)            | 3-strophig, sehr schöne Aufnahme                                                                                                |
| Ukrainisch Neukirchenslawisch                                                    | Маріє, Діво Чистая                         | Griechisch katholische Mönche von Univ Lawra                  | 3-strophig, sehr schöne Aufnahme                                                                                                |
| Serbisch                                                                         | Чиста Дјево Владичице                      | Ein Chor                                                      | 3-strophig |
| Tschechisch                                                                      | Čistá Panno                                |                                                               | 4-strophig, gereimter Text |
| Romanische Sprachen                                                              |                                            |                                                               | |
| Rumänisch                                                                        | Fecioara Maica Maria                       | Ein Solist mit Chor                                           | sehr klare Stimme, singt 6 von 7 Strophen (1–5, 7)!                                                                             |
| Rumänisch                                                                        |                                            | Ein Solist mit Chor                                           | 3-strophig |
| Spanisch                                                                         | Señora, oh purísima                        | Chor der orthodoxen Kathedrale San Jorge, Mexiko              | Liedtitel: Virgen Madre alegrate (Refrain); gereimter Text                                                                      |
| Spanisch                                                                         | Oh pura y virgen Señora                    |                                                               | nur Übersetzung, nicht singbar                                                                                                  |
| Portugiesisch                                                                    | Ó Virgem Pura                              |                                                               | gereimter Text |
| Französisch                                                                      | O Vierge Pure                              | Nana Péradzé & Harmonie-Chor                                  | zarte Frauenstimmen, schöne Bilder                                                                                              |
| Italienisch                                                                      | O senza macchia pura                       | Irini Pasi Ensemble                                           | Refrain und 2.–4. Strophe auf Griechisch gesungen                                                                               |
| Latein                                                                           | Deique casta genetrix                      |                                                               | Gereimter und akzentuierend wie quantitierend metrischer Text: Martin Bachmaier                                                 |
| Germanische Sprachen                                                             |                                            |                                                               | |
| Englisch                                                                         | O Virgin Pure                              | Boston Byzantine Choir                                        | Text: Holy Nativity Convent, Saxonburg                                                                                          |
| Englisch                                                                         | O Pure and Virgin Lady                     | Teen Soyo (antiochenisch orthodoxe Jugendgruppe)              | Text: Bischof Basil |
| Deutsch                                                                          | O reine Jungfrau                           |                                                               | Text: Kloster Johannes des Vorläufers, Chania 2008                                                                              |
| Deutsch                                                                          | O reinste Jungfrau                         |                                                               | Metrisch gereimter Text: Martin Bachmaier 2015                                                                                  |
| Semitische Sprachen                                                              |                                            |                                                               | |
| Arabisch                                                                         | عذراء يا أم الإله ('adhrāu yā umma-l-ilāh) | Ein Chor                                                      | |
| Arabisch                                                                         | عذراء يا أم الإله ('adhrāu yā umma-l-ilāh) | Reema Rahbany (Kloster Johannes der Täufer)                   | singt 1A, 3B, 1B arabisch, Strophe 4 griechisch, Strophe 4 arabisch; schöne Aufnahme                                            |
| Arabisch                                                                         | أم الإله يا بتول (umma-l-ilāhi yā batūl)   | Shabibat Al Mokhalles (Instrumente, Solistin, Frauen, Männer) | rhythmischer Wechselgesang: 1. Solistin, R: Frauen; 2. Männer, R: Frauen; 3. Frauen, R: Männer; 4. Solistin & Männer, R: Frauen |
| Sinotibetische Sprachen                                                          |                                            |                                                               | |
| Klassisches Chinesisch                                                           | 潔貞君后兮 無玷誕神女                      |                                                               | Schriftsprache in Nordost-Asien bis zum 19. Jahrhundert                                                                         |
| Altaische Sprachen                                                               |                                            |                                                               | |
| Koreanisch                                                                       | 순결하신 동정녀시여                        |                                                               | |
| Austronesische Sprachen                                                          |                                            |                                                               | |
| Indonesisch                                                                      | Ya Perawan Murni junjungan                 |                                                               | |

### Die verfügbaren Texte zu den verschiedenen Sprachen auf einer einzigen Website
- Agni Parthene - ein Hymnus an Maria in verschiedenen Sprachen (alle Texte mit Verlinkung zu den schönsten Gesängen)